# U Большого Пса
U Большого Пса (лат. U Canis Majoris) — одиночная переменная звезда в созвездии Большого Пса на расстоянии приблизительно 2913 световых лет (около 893 парсеков) от Солнца. Видимая звёздная величина звезды — от +11,6m до +9,2m.

## Характеристики
U Большого Пса — красная пульсирующая полуправильная переменная звезда типа SRB (SRB) спектрального класса M7e.